# Abbath (album)
Abbath – debiutancki album studyjny norweskiego zespołu muzycznego Abbath. Wydawnictwo ukazało się 22 stycznia 2016 roku nakładem wytwórni muzycznej Season of Mist. Płyta została zarejestrowana Bergen Lydstudio i Dugout Studios. Miksowanie i mastering został zrealizowany w Dugout Studios. Gościnnie na płycie wystąpili klawiszowcy: Geir Bratland, były członek formacji Apoptygma Berzerk oraz Herbrand Larsen, członek kwintetu Enslaved. Ponadto partie solowe na gitarze elektrycznej nagrał Ole André Farstad, muzyk znany z występów w thrashmetalowej grupie Ilti Milta. Nagrania były promowane teledyskiem do utworu pt. "Winterbane", który wyreżyserował Jon Simvonis.

## Lista utworów
Opracowano na podstawie materiału źródłowego. 
| Nr  | Tytuł utworu                              | Długość |
| --- | ----------------------------------------- | ------- |
| 1.  | „To War!”                                 | 05:35   |
| 2.  | „Winterbane”                              | 06:49   |
| 3.  | „Ashes of the Damned”                     | 03:51   |
| 4.  | „Ocean of Wounds”                         | 04:44   |
| 5.  | „Count the Dead”                          | 04:57   |
| 6.  | „Fenrir Hunts”                            | 04:38   |
| 7.  | „Root of the Mountain”                    | 05:39   |
| 8.  | „Endless”                                 | 04:37   |
| 9.  | „Riding on the Wind” (cover Judas Priest) | 03:04   |
| 10. | „Nebular Ravens Winter” (cover Immortal)  | 04:17   |
|     |                                           | 48:11   |